# Xenochalepus fiefrigi
Xenochalepus fiefrigi es una especie de insecto coleóptero de la familia Chrysomelidae.
Fue descrita científicamente en 1937 por Spaeth.